# 加瀬さんシリーズ
「加瀬さんシリーズ」（かせさんシリーズ）は、高嶋ひろみによる百合漫画シリーズ。山田結衣と加瀬友香という、2人の女子の恋模様を描く。
本シリーズ初の作品は「あさがおと加瀬さん。」という読み切りであり、2010年に発売された『ピュア百合アンソロジー ひらり、』（新書館）Vol.2に掲載された。その後、『ひらり、』Vol.4からシリーズ化し、以後、同誌で連載された。『ひらり、』は2014年に発売されたVol.14をもって休刊したが、本シリーズは『ウェブマガジンウィングス』（新書館）を経て『ウィングス』（新書館）で現在も連載中である。各話のサブタイトルは「○○と加瀬さん。」という形で統一されており、コミックス各巻のタイトルも同様である。

## あらすじ
ある年の4月、西高校の2年生で陸上部員・加瀬友香は、同学年の緑化委員・山田結衣が校内の草むしりをしているのを見かける。彼女の草むしりに対する思いを知った友香は、それ以来、結衣のことを目で追うようになり、夏休み前、校内のあさがおに水やりにきた結衣に話しかける。一方、結衣も、声をかけられたことがきっかけで友香に好意を抱く。2人は徐々に親交を深め、3学期に行われたマラソン大会の日、交際をスタートさせる。
その後、2人は3年生に進級する。結衣は、親友の三河から、かつて友香が陸上部の先輩・井上茜と交際していたという話を聞かされる。結衣は一時、茜に嫉妬するが、文化祭の日にその話は誤解と判明する。一方、結衣は高校卒業後の進路についても悩んでいたが、東京の体育大学を受験する友香に触発される形で、東京の女子大学を受験することを決め、2人とも合格を果たす。

## 登場人物
山田 結衣（やまだ ゆい）
声 - 高橋未奈美
本シリーズの主人公。西高校に通う女子高生で、緑化委員。高校卒業後は東京の女子大学・花仙女子大学の園芸学科に進学する。
9月16日生まれ。内気な性格で、どんくさいところがある。園芸が好きで、高校在学中は休日も校内の緑化に取り組んでいた。
作中では時折頭から双葉が生えている描写があり、そのときの結衣の感情に伴って葉の様子が変化している。
加瀬 友香（かせ ともか）
声 - 佐倉綾音
本シリーズのヒロイン。西高校に通う女子高生で、陸上部のエース選手。高校卒業後は東京の体育大学・日京体育大学に進学する。
5月1日生まれ。快活な性格で、周囲からの人気も高い。一方で、結衣と交際する前から彼女のことをしばしば性的な目で見ており、交際を始めてからは積極的にスキンシップを図っている。
三河（みかわ）
声 - 木戸衣吹
結衣の親友。西高校に通う女子高生で、テニス部員。高校卒業後は東京の専門学校に進学する。
さっぱりした性格の持ち主。結衣とは高校1年生のときに親しくなり、3年生に進級してからは友香とも交流を深めている。
井上 茜（いのうえ あかね）
声 - 寿美菜子
西高校のOGで、日京体育大学の学生。友香にとって1学年上の先輩に当たる。
高校時代は陸上部に所属しており、後輩の友香と一緒に練習をしていた。大学進学後も陸上を続けている。

## 制作背景
本シリーズは、2009年、新書館の編集者が高嶋に『ひらり、』に載せる漫画を描くよう依頼したことがきっかけで始まった。当時の高嶋は百合というジャンルには明るくなく、百合漫画も描いたことがなかった。その高嶋に執筆の依頼をした理由について、依頼をした編集者は、高嶋の漫画『未満れんあい』における恋愛描写の巧さを評価したと発言しており、依頼に際しても「女の子2人の関係性をテーマにしたお話」という条件以外は全て高嶋に任せる方針が採られていた。
一方、依頼を受けた高嶋は「男の子じゃないのに、ドキッとしてしまうかっこいい先輩」を描きたいという思いから本シリーズを生み出した。一方、結衣には特定のモデルはおらず、友香と対になるキャラクターとして創造された。

## 作風
本シリーズは女の子同士の恋愛をテーマにしており、恋や青春における「きらきらしたピュアさ」が特徴である。ライターの和智永妙は、本シリーズの魅力について「女の子同士だからこそできる恋やドキドキ感がとても初々しく、キュートな絵柄で描かれている」点を挙げている。そのほか、電子書籍ストア「BookLive!」の書店員であり、同サイトにて書評を紹介するサイト「ぶくまる」の編集長を務めるおにぎりは、「カッコいい女子」が登場する百合作品のベスト1に「加瀬さんシリーズ」を挙げ、本作では「百合初心者にもオススメのボーイッシュなカッコよさ」が表現されているとした。
なお、本シリーズの初出作品が掲載された『ひらり、』は「ピュア百合」をテーマとしていた。高嶋は「学生時代の『好きでたまらない』『歯止めがきかない』感じ」がピュア百合だという考えを披露しており、本シリーズではそれを表現しようとしている、と語っている。

## 書誌情報
- 高嶋ひろみ 「加瀬さんシリーズ」 新書館〈ひらり、コミックス〉、既刊9巻（2024年4月26日現在）
  - 『あさがおと加瀬さん。』、2012年8月15日初版発行（2012年7月28日発売[新 1]）、ISBN 978-4-403-67121-0
  - 『おべんとうと加瀬さん。』、2014年8月15日初版発行（2014年7月30日発売[新 2]）、ISBN 978-4-403-67158-6
  - 『ショートケーキと加瀬さん。』、2015年10月10日初版発行（2015年9月25日発売[新 3]）、ISBN 978-4-403-67173-9
  - 『エプロンと加瀬さん。』、2017年8月10日初版発行（2017年7月25日発売[新 4]）、ISBN 978-4-403-67176-0
  - 『さくらと加瀬さん。』、2018年6月10日初版発行（2018年5月19日発売[新 5]）、ISBN 978-4-403-67178-4
  - 『山田と加瀬さん。 1』、2019年8月10日初版発行（2019年7月25日発売[新 6]）、ISBN 978-4-403-67181-4
  - 『山田と加瀬さん。 2』、2020年12月10日初版発行（2020年11月25日発売[新 7]）、ISBN 978-4-403-67182-1
  - 『山田と加瀬さん。 3』、2022年6月27日発売[新 8]、ISBN 978-4-403-67187-6
  - 『山田と加瀬さん。 4』、2024年4月26日発売[新 9]、ISBN 978-4-403-67191-3

なお、『エプロンと加瀬さん。』と『さくらと加瀬さん。』については、通常版に加えて特装版がリリースされている。『エプロンと加瀬さん。』の特装版にはBDやブックレットが同梱されており、このうちBDにはアニメーションクリップ「キミノヒカリ」とそのライカリールが収録されている。『さくらと加瀬さん。』の特装版にはドラマCDが同梱されている。

## アニメ
2017年から、本シリーズを原作としたアニメがリリースされている。いずれの作品も佐藤卓哉が監督を務め、キャラクターデザインを坂井久太が担当している。また、アニメーション制作はZEXCSが担当している。
本シリーズのアニメ化企画は、佐藤の提案に端を発する。佐藤曰く、2016年の春に本シリーズにハマり、その後、坂井にアニメ化の話を持ちかけたところ坂井もこれに応じたため、本格的にアニメ化に向けて動き出したという。そして2017年5月にYouTubeでアニメーションクリップが公開され、2018年6月にはOVAが劇場公開されている。

### アニメーションクリップ
2017年5月7日、アニメーションクリップ「キミノヒカリ」がYouTubeで公開された。ここで言う「アニメーションクリップ」とは楽曲に乗せてアニメーション映像を流すビデオクリップのことであり、この動画では奥華子の「君の笑顔 (album ver.)」がイメージソングとして使用されている。動画の長さは6分40秒で、動画の公開時点で刊行されていたコミックス3巻分の要所が描かれた映像となっている。
佐藤は、アニメーションクリップについて「光り輝くような場面だけを追体験するような」映像を目指した、と発言している。制作に当たっては「いかに“光だけ”を描くか」というテーマがあったといい、光の描写についても通常のアニメーションとは異なる表現が試みられている。具体的には、光を透過光のような特殊効果で表現するのではなく、光を作画し、それを「エフェクトのように動かす」手法が採られている。

#### スタッフ（アニメーションクリップ）
- 原作 - 高嶋ひろみ
- 監督・絵コンテ・演出 - 佐藤卓哉
- キャラクターデザイン・作画監督 - 坂井久太
- プロップ設定 - 郷津春奈
- 色彩設計 - 岩井田洋
- 美術監督 - 平間由香
- 美術設定 - 松本浩樹
- 撮影監督 - 口羽毅
- 編集 - 後藤正浩
- プロデューサー - 寺田悠輔
- 制作プロデューサー - 新宅潔
- アニメーション制作 - ZEXCS

（以上、ブックレット 2017, pp. 34–35より抜粋）

### OVA
| 原作                            | 高嶋ひろみ                            |
| 監督・脚本・音響監督            | 佐藤卓哉                              |
| キャラクターデザイン 総作画監督 | 坂井久太                              |
| プロップデザイン                | 濱田悠示、郷津春奈                    |
| 色彩設計                        | 岩井田洋                              |
| 美術監督                        | 橋本和幸                              |
| コンセプトボード                | 平間由香、池田祐二                    |
| 美術設定                        | 緒川マミオ                            |
| 撮影監督                        | 口羽毅                                |
| 編集                            | 後藤正浩                              |
| 音楽                            | rionos                                |
| 音楽プロデューサー              | 中村伸一                              |
| プロデューサー                  | 寺田悠輔、熊谷文明 相島豪太、工藤雅世 |
| アニメーションプロデューサー    | 新宅潔                                |
| アニメーション制作              | ZEXCS                                 |
| 音楽制作・配給                  | ポニーキャニオン                      |
| 製作                            | 「あさがおと加瀬さん。」製作委員会    |

2018年6月9日、本シリーズを原作とするOVA『あさがおと加瀬さん。』が劇場公開された。上映時間は58分で、結衣と友香が交際を開始した後の話が描かれている。興行収入は5500万円。

#### 製作経緯
本シリーズのアニメ化企画が動き出した当初、プロデューサーの寺田悠輔は、本シリーズには「一気に見せられるフォーマットが合っている」と考え、佐藤に劇場OVA化を目指すことを提案している。佐藤もその提案に賛成するが、他方で佐藤には「できるだけ丁寧に作りたい」という思いもあった。そのため、短い尺で純度の高い映像を作ることが検討され、最終的に本シリーズ初のアニメ化は「アニメーションクリップ」というフォーマットに落ち着いている。
アニメーションクリップは映像の完成度の高さが話題となり、YouTubeで公開されてから1週間で再生回数が10万回を超えた。こうした反響を受けて、本シリーズの劇場OVA化は決定された。

#### 製作

##### 美術・映像
OVAのキャラクターデザインはアニメーションクリップに引き続き坂井が担当しており、スタジオ・ハードデラックスの小俣元から「可愛らしく魅力的」と評されている。
佐藤によると、アニメーションクリップ制作当初のデザイン案では友香はよりボーイッシュな感じだったといい、そのため、可愛らしさを増させるよう坂井に依頼したという。そしてOVAでもその方向性は維持されている。
絵作りについても、アニメーションクリップの雰囲気を維持するよう意識して作業が行われている。ただし、OVAではアニメーションクリップと違って様々な感情が描かれており、アニメーションクリップのときにはあまり用いられなかった「影の表現」もOVAでは用いられている。

##### 劇伴
OVAの劇伴はrionosが手掛けており、ピアノをメインに据えた楽曲となっている。
ピアノがメインに据えられたのには、佐藤の意向が働いている。佐藤は、本シリーズについて「日常」を描いた作品だと語っており、OVAの劇伴制作に当たっては「日常シーンで気持ちよく流れる音楽」とは何か考えたという。その結果、学校の音楽室から流れてくるピアノの旋律にたどり着き、rionosにその意向を伝えたという。
なお、劇伴の制作に使われたピアノはアップライトピアノである。rionosによると、アップライトピアノを使用したのは「温かい丸い音」を出す狙いがあったという。また、本シリーズの「ピュアな世界観」を表現するため、チェレスタやハープといった楽器も使われている。

##### キャスティング・演技
OVAの出演者のうち、結衣役と友香役についてはオーディションが実施された。オーディションはテープオーディションとスタジオオーディションの2段階に分けて実施され、友香役はテープオーディションの段階で佐倉綾音に決まった。一方、結衣役はテープオーディションでは決まらず、スタジオオーディションを経て高橋未奈美に決まった。
佐藤は、友香役にはカッコよさと可愛さの両方を表現できる人が良いと考えていたといい、佐倉の芝居がイメージに一番近かったと語っている。一方、結衣役については、オーディション参加者の間でキャラクターに対する解釈が異なっていたため、最終的には佐倉が演じる友香とのバランスを考慮して決定するという方針が採られた。高橋はテープオーディションの段階で結衣のイメージに近いという評価を受けていたが、結衣役に決まった後、大袈裟な演技をしないよう意識したことで結衣が「より自分の中に入ってきた」感覚があったという。
また、三河役の木戸衣吹も結衣役と友香役のオーディションを受けており、結衣役ではスタジオオーディションまで残っていた。しかし、スタジオオーディションに参加した際、結衣に加えて三河も演じたところ、彼女の演技が三河のイメージと合致するものだったのでそのまま三河役として起用されたという。

#### 主題歌
OVAの主題歌には、I WiSHの楽曲「明日への扉」をカバーしたものが使われている。歌唱は、結衣役の高橋と友香役の佐倉の2人が担当している。
主題歌については、はじめにキャラクターソングを使うという案が出され、そこからメインスタッフが協議した結果、「普通の女子高生がカラオケで実際に歌っていそうな恋愛J-POP」をカバーする、という方向性になったという。その後、寺田から「明日への扉」を使うという提案があり、その案が採用され、主題歌に決まった。佐藤は「明日への扉」を主題歌に選んだ理由として、誰も彼も共感できる「普遍性」を挙げている。

#### BD / DVD
OVAを収録した映像ソフトは計3種リリースされている。はじめに、2018年6月9日に、OVAを上映する劇場限定でBDが発売された。その後、同年11月21日にBDとDVDが一般販売されている。

#### 関連CD
2018年6月6日、主題歌を収録したシングルCD・カバーソングを収録したアルバムCD・サウンドトラックが同時にリリースされた。このうち、シングルCDとアルバムCDにはCDドラマも収録されている。